# 達悟語音系
本文介紹達悟語之音系。達悟語的音位共有22個輔音、4個元音。

## 元輔音
以下各音位以國際音標符號表示。

### 輔音
|        | 唇音 | 齒齦音 | 捲舌音 | 硬顎音 | 軟顎音 | 小舌音 | 喉音 |
| ------ | ---- | ------ | ------ | ------ | ------ | ------ | ---- |
| 鼻音   | m    | n      |        |        | ŋ      |        |      |
| 塞音   | b p  | t      | ɖ      |        | g k    | (q)    | ʔ    |
| 塞擦音 |      | ts     |        | dʒ tɕ  |        |        |      |
| 擦音   | v    |        | ɻ ʂ    |        |        | ɰ      |      |
| 邊音   |      | l      |        |        |        |        |      |
| 顫音   |      | r      |        |        |        |        |      |
| 半母音 | w    |        |        | j      |        |        |      |

### 元音
|        | 前元音 | 央元音 | 後元音 |
| ------ | ------ | ------ | ------ |
| 閉元音 | i      |        | o [u]* |
| 中元音 |        | e [ə]  | o [o]* |
| 開元音 |        | a      |        |

- 在唇音後方，發音[u]，例如：poyat [pujat]，mavota [mavuta]，momodan [mumudan]；在其他地方發音為[o]。
- 達悟語的四個双元音則分別寫作ay、aw、oy、iw
- k代表的音（清軟顎塞音）在a（開中央母音）代表的音的前後會變成清小舌塞音[q]。例如kanakan [qanaqan]“小孩”。
- 在年輕一輩的人的口語中，v代表的音有發作[f]的趨勢
- s代表的音（清捲舌擦音）在i（閉前不圓唇母音）代表的音前方會顎化成清顎齦擦音。
- h代表的音為濁小舌擦音，它有消失或變成濁喉音的趨勢。
- l在i的前方發成濁齒齦邊擦音[ɮ]。
- o代表的音為後高母音，在唇音後發成閉後圓唇母音[u]，其他地方發成[o]。
- 在椰油、朗島、東清、野銀四部落的方言中，ay和aw代表的雙母音有央化的現象，也就是個別變得接近ey和ew的音，甚至移向高元音之位置 aj>əj>ij和aw>əw>uw。例如﹕mangay“去 ”有的唸作[maŋəj]或[maŋij]。而在漁人、紅頭兩部落則保留/aj/, /aw/，但/aj/在幾個詞彙中亦有央化現象。
- 達悟語的重音落在最後一個音節上。

## 音節結構
音節結構：（C）V（V）（C）

## 外部連結
- Yami Language Learning Center （页面存档备份，存于）
- YouTube上的達悟族歌曲(song)
- YouTube上的達悟語新聞
- 原住民族族語線上詞典 （页面存档备份，存于）